# Josef Zeman (konstruktér)
Josef Zeman (19. března 1922 Běloves – 31. července 1997 Praha) byl český stavební konstruktér.

## Život
Vystudoval Stavební fakultu Českého vysokého učení technického v Praze, na níž se specializoval na ocelové konstrukce. Během svých tamních studií, od roku 1947, byl asistentem na Ústavu ocelových konstrukcí. V roce 1951 přešel do podniku Hutní projekt Praha, kde se z projektanta postupně stal vedoucím projektantem a pak hlavním specialistou. Své působení ve společnosti ukončil roku 1982 a následující rok se stal technickým náměstkem podnikového ředitele firmy Elektroprojekta Praha. Následně odešel do důchodu a mezi roky 1984 a 1987 byl zaměstnán ve společnosti Kaučuk v Kralupech nad Vltavou. Zemřel náhle během zalévání zahrady.

## Dílo
Je autorem stavebních realizací, a to jak na území České republiky, tak také v zahraničí. Navrhoval sportovní haly či stadiony, jichž postavil padesát. Při jejich návrzích uplatňoval řešení pomocí dvojice skloněných oblouků. Dokázal tak překlenout stometrové rozpětí. V České republice, resp. tehdejším Československu vyprojektoval Žďákovský most, jenž v době vzniku představoval největší stavbu tohoto druhu na světě, dále navrhl garáže autobusů na pražském Klíčově, jejichž užitná plocha o rozměrech 120 × 90 metrů nemá žádnou vnitřní podporu, nebo zastřešení letního kina v Ústí nad Labem či konstrukci zimního a plaveckého stadionu v tomtéž městě. Byl rovněž autorem zastřešení stadionu Luďka Čajky ve Zlíně. V zahraničí jeho realizace stojí ve španělské Valencii nebo německém Berlíně, pro něž navrhl sportovní haly.

## Galerie

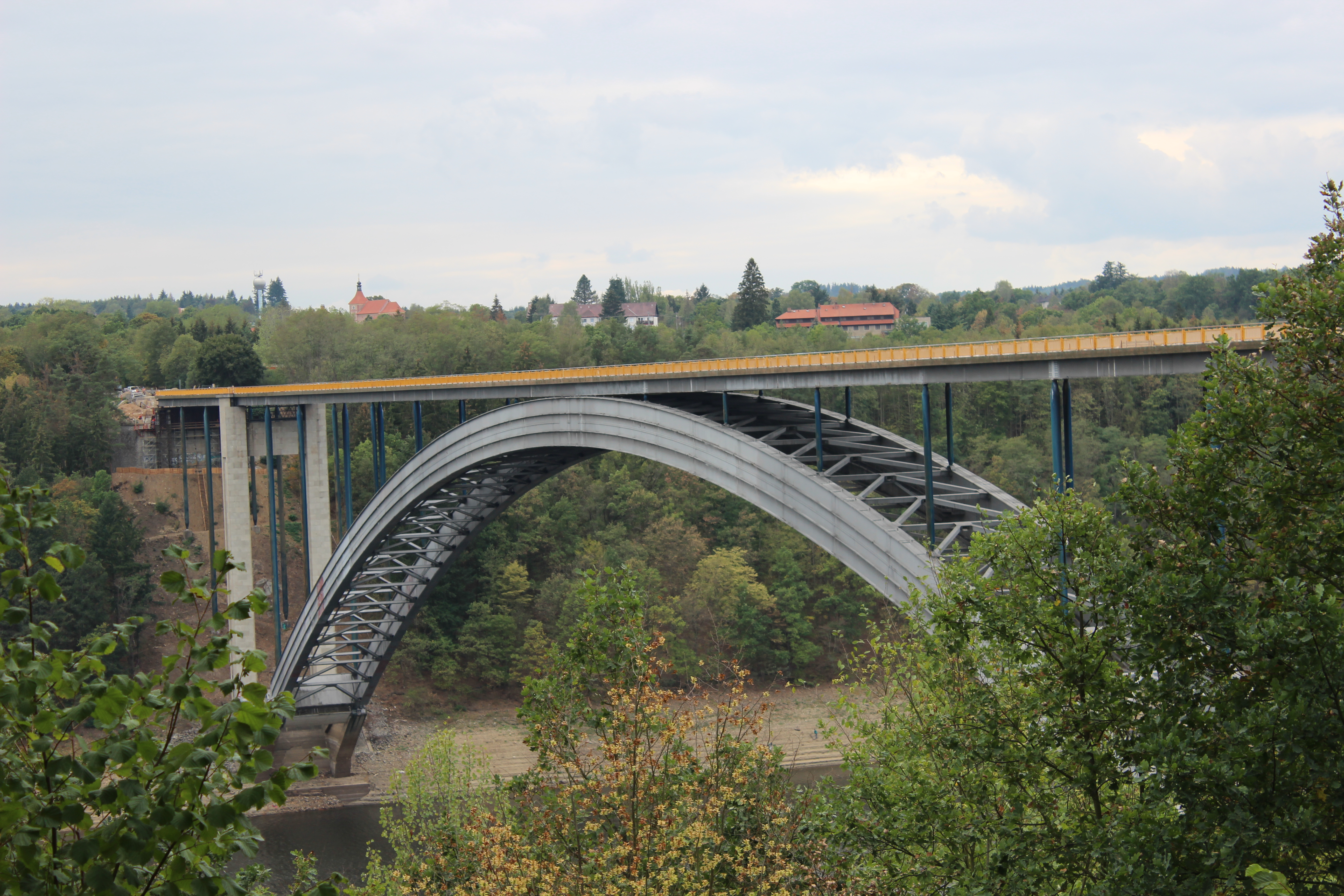
Žďákovský most, pohled ze břehu (2015)
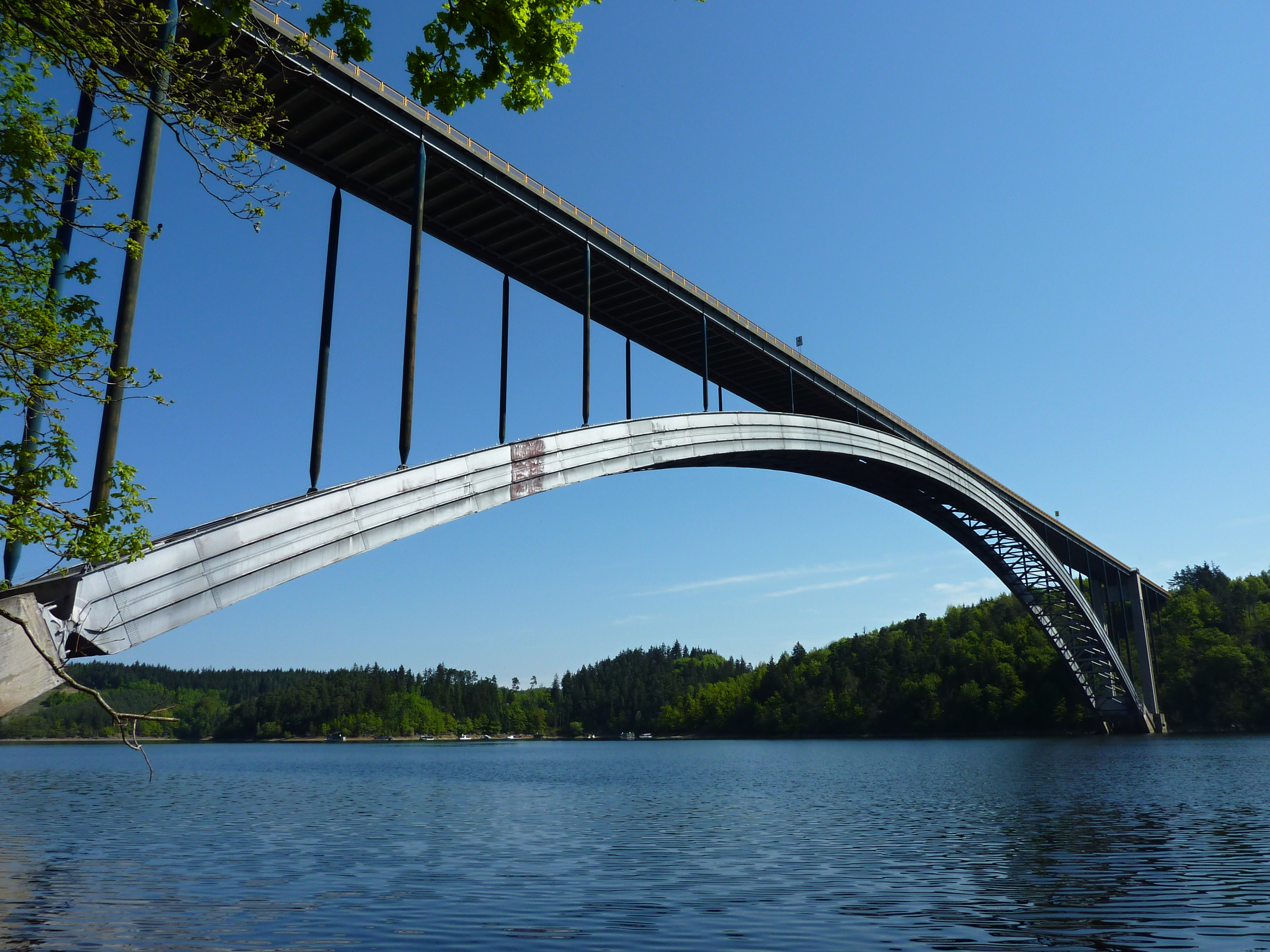
Žďákovský most, pohled od vody (2011)
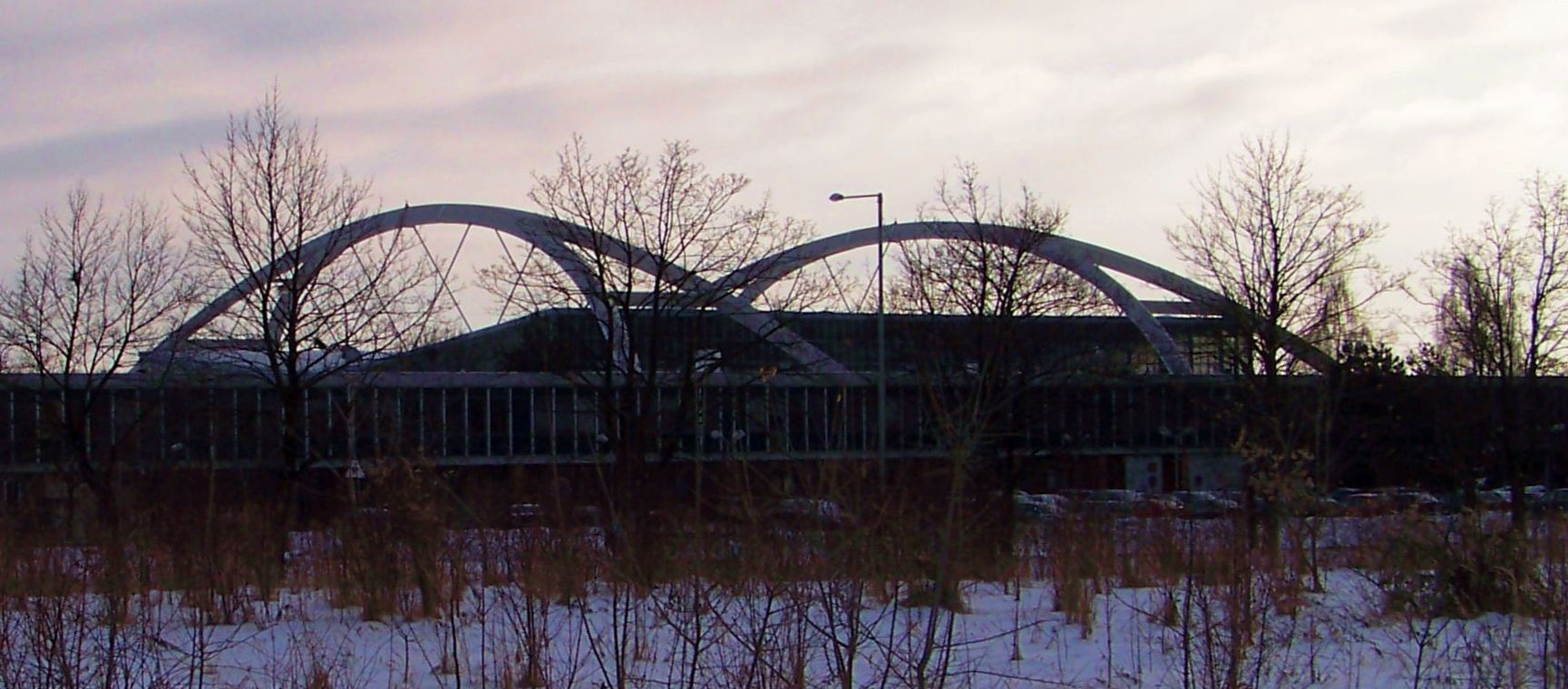
Garáže Klíčov
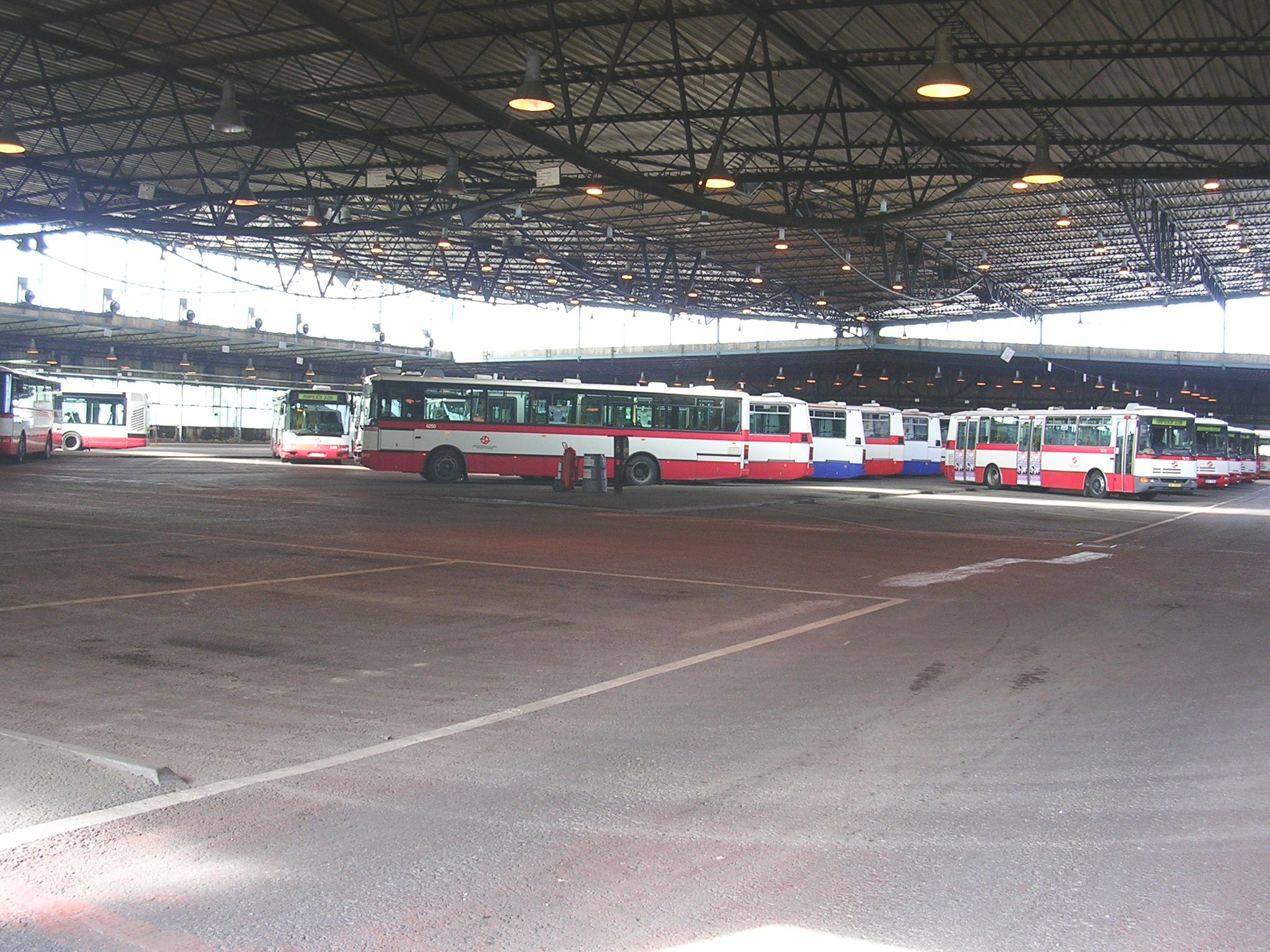
Pohled pod střechu garáží
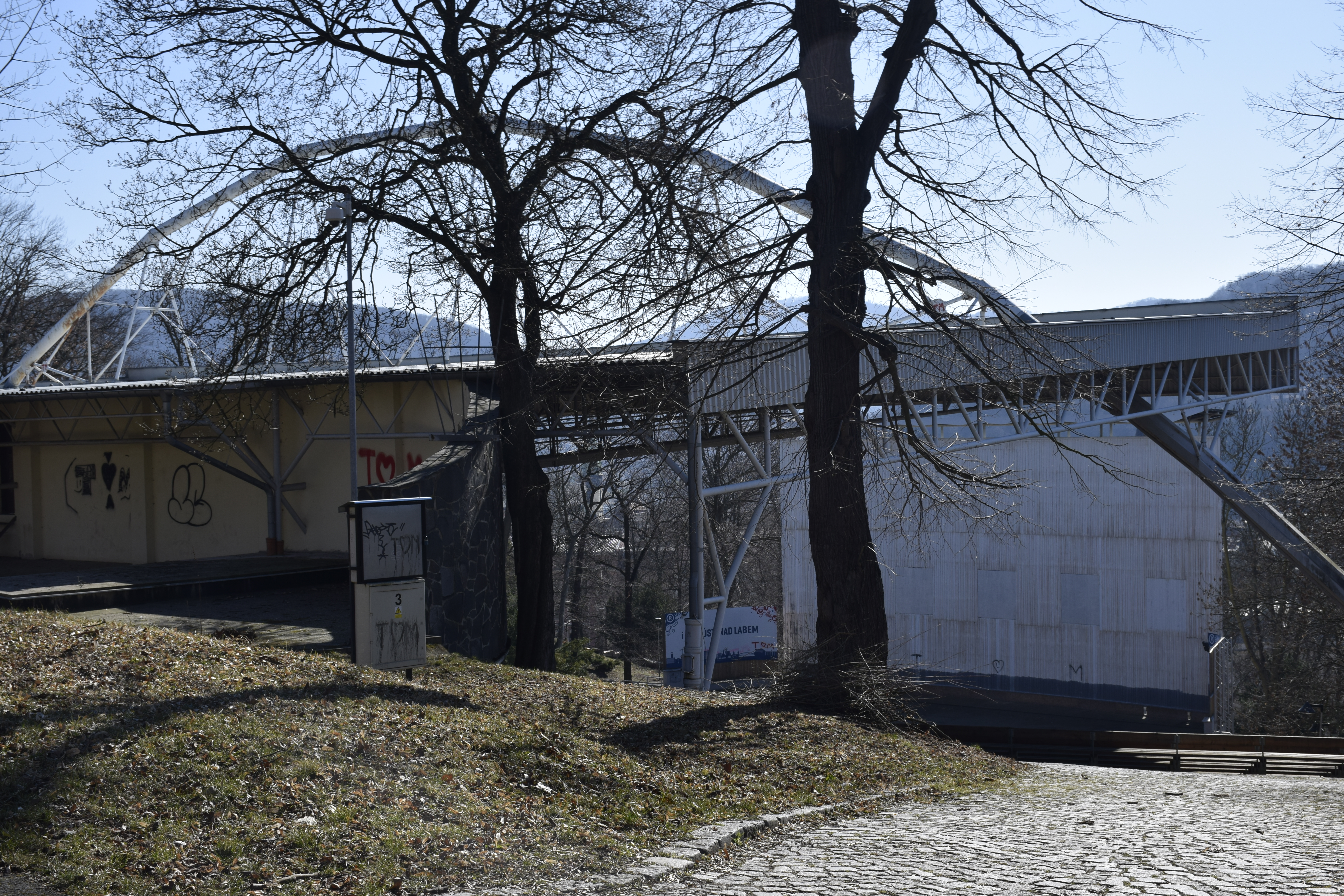
Pohled přes stromy na zavěšení letního kina v Ústí nad Labem
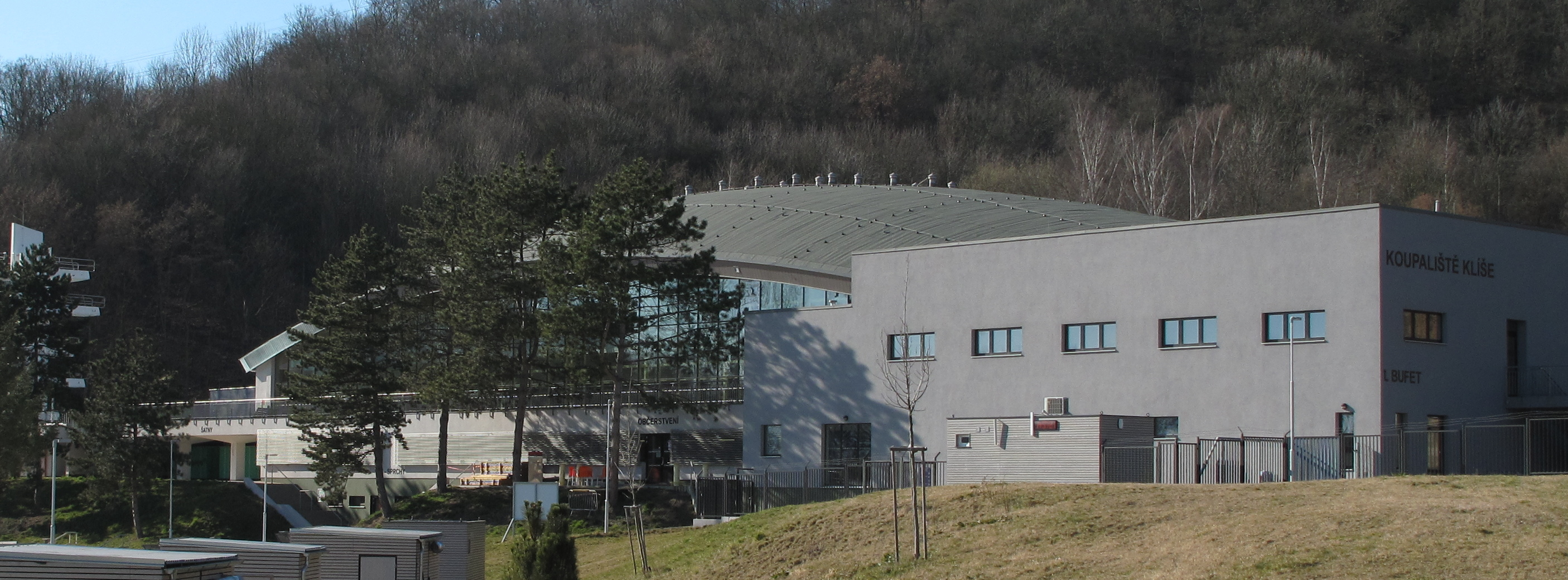
Plavecká hala v ústecké čtvrti Klíše